# Wilsoniella karsteniana
Wilsoniella karsteniana är en bladmossart som beskrevs av C. Müller 1881. Wilsoniella karsteniana ingår i släktet Wilsoniella och familjen Ditrichaceae. Inga underarter finns listade i Catalogue of Life.